# Роман Форест (Тексас)
Роман Форест (енгл. Roman Forest) град је у америчкој савезној држави Тексас. По попису становништва из 2010. у њему је живело 1.538 становника.

## Демографија
Према попису становништва из 2010. у граду је живело 1.538 становника, што је 259 (20,3%) становника више него 2000. године.
| Група             | 2000.         | 2010.         |
| Белци             | 1.160 (90,7%) | 1.314 (85,4%) |
| Афроамериканци    | 24 (1,9%)     | 20 (1,3%)     |
| Азијати           | 19 (1,5%)     | 29 (1,9%)     |
| Хиспаноамериканци | 61 (4,8%)     | 158 (10,3%)   |
| Укупно            | 1.279         | 1.538         |